# Buffett Cup
Buffett Cup (Puchar Buffetta) jest trofeum brydżowym, które jest przyznawane co dwa lata w zawodach pomiędzy zespołami z Europy a Stanami Zjednoczonymi.
Turniej jest wzorowany na konkursie golfowym Pucharze Rydera i odbywa się w tygodniu poprzedzającym zawody golfowe w pobliżu tych zawodów. Konkurs odbył się po raz pierwszy w 2006 roku. Nazwa została nadana na cześć sponsora, amerykańskiego biznesmena Warrena Buffetta. Składy zespołów kompletowane są z zaproszonych przez organizatorów zawodników. W skład zespołu muszą wchodzić przynajmniej dwie kobiety. Konkurencja jest mieszaniną turnieju teamów, par oraz zawodów indywidualnych.

## Wyniki

### Podsumowanie
| Drużyna           | Wygrane |
| ----------------- | ------- |
| Europa            | 1       |
| Stany Zjednoczone | 3       |

### Rok po roku
| Edycja | Rok  | Miejsce                    | Wygrana           | Wynik       |
| ------ | ---- | -------------------------- | ----------------- | ----------- |
| 4      | 2012 | Omaha, (Nebraska, USA)     | Stany Zjednoczone | 107:103     |
| 3      | 2010 | Cardiff (Walia)            | Stany Zjednoczone | 109:89      |
| 2      | 2008 | Louisville (Kentucky, USA) | Europa            | 205,5:172,5 |
| 1      | 2006 | Dublin (Irlandia)          | Stany Zjednoczone | 134,5:111,5 |

### 4Omaha,Nebraska,USA, 2012
Czwarty Buffett Cup odbędzie się w okresie 10..13 września 2012 roku w Omaha (Nebraska, USA).
| Irlandia | npc Paul Porteous  | npc Paul Porteous | npc Paul Porteous |
| Monako   | Fulvio Fantoni     | Monako            | Claudio Nunes     |
| Anglia   | Sally Brock        | Anglia            | Nicola Smith      |
| Francja  | Michel Bessis      | Francja           | Thomas Bessis     |
| Holandia | Ricco van Prooijen | Holandia          | Louk Verhees Jr.  |
| Bułgaria | Kalin Karaiwanow   | Bułgaria          | Rumen Trendafiłow |
| Anglia   | Paul Hackett       | Irlandia          | Tom Hanlon        |

| Stany Zjednoczone | npc Donna Compton | npc Donna Compton | npc Donna Compton |
| Stany Zjednoczone | Bob Hamman        | Stany Zjednoczone | Justin Lall       |
| Stany Zjednoczone | Joe Grue          | Stany Zjednoczone | Curtis Cheek      |
| Stany Zjednoczone | Alan Sontag       | Stany Zjednoczone | David Berkowitz   |
| Stany Zjednoczone | Jill Levin        | Stany Zjednoczone | Jenny Wolpert     |
| Stany Zjednoczone | Joel Wooldridge   | Stany Zjednoczone | John Hurd         |
| Stany Zjednoczone | Fred Gitelman     | Stany Zjednoczone | Brad Moss         |

### 3Cardiff,Walia, 2010
Trzeci Buffett Cup odbył się w okresie 27..30 września 2010. USA zwyciężyło 109:89.
| Anglia Paul Hackett (NPC)  |
| Niemcy Sabine Auken        |
| Norwegia Boye Brogeland    |
| Włochy Giorgio Duboin      |
| Włochy Fulvio Fantoni      |
| Anglia Jason Hackett       |
| Anglia Justin Hackett      |
| Norwegia Geir Helgemo      |
| Norwegia Tor Helness       |
| Włochy Claudio Nunes       |
| Norwegia Erik Saelensminde |
| Włochy Antonio Sementa     |
| Niemcy Daniela Von Arnim   |

| Stany Zjednoczone Donna Compton (NPC) |
| Stany Zjednoczone David Berkowitz     |
| Stany Zjednoczone Fred Gitelman       |
| Stany Zjednoczone Bob Hamman          |
| Stany Zjednoczone Geoff Hampson       |
| Stany Zjednoczone Bobby Levin         |
| Stany Zjednoczone Jill Levin          |
| Stany Zjednoczone Zia Mahmood         |
| Stany Zjednoczone Jeff Meckstroth     |
| Stany Zjednoczone Jill Meyers         |
| Stany Zjednoczone Eric Rodwell        |
| Stany Zjednoczone Alan Sontag         |
| Stany Zjednoczone Steve Weinstein     |

### 2Louisville,Kentucky,USA, 2008
Drugi Buffett Cup odbył się w Louisville (Kentucky, USA) w okresie 15..19 września 2008. Europa pokonała USA: 205,5:172,5 .
| Wielka Brytania Paul Hackett (NPC) |
| Niemcy Sabine Auken                |
| Francja Michel Bessis              |
| Francja Thomas Bessis              |
| Norwegia Boye Brogeland            |
| Irlandia Tom Hanlon                |
| Norwegia Tor Helness               |
| Polska Michał Kwiecień             |
| Norwegia Espen Lindqvist           |
| Irlandia Hugh McGann               |
| Holandia Marion Michielsen         |
| Norwegia Jan Peter Svendsen        |
| Polska Jacek Pszczoła              |

| Stany Zjednoczone Donna Compton (NPC)  |
| Stany Zjednoczone David Berkowitz      |
| Stany Zjednoczone Björn Fallenius      |
| Stany Zjednoczone Richard Freeman      |
| Stany Zjednoczone Steve Garner         |
| Stany Zjednoczone Bob Hamman           |
| Stany Zjednoczone Geoff Hampson        |
| Stany Zjednoczone Zia Mahmood          |
| Stany Zjednoczone Janice Seamon-Molson |
| Stany Zjednoczone Tobi Sokolow         |
| Stany Zjednoczone Alan Sontag          |
| Stany Zjednoczone Howard Weinstein     |
| Stany Zjednoczone Roy Welland          |

### 1Dublin,Irlandia, 2006
Pierwszy Buffett Cup odbył się w Dublinie (Irlandia) w okresie 19..22 września 2006 roku. USA pokonała Europę 134,5:111,5 .
| Anglia Paul Hackett (PC)  |
| Niemcy Sabine Auken       |
| Włochy Norberto Bocchi    |
| Włochy Giorgio Duboin     |
| Anglia Jason Hackett      |
| Anglia Justin Hackett     |
| Irlandia Tom Hanlon       |
| Norwegia Geir Helgemo     |
| Norwegia Tor Helness      |
| Holandia Jan Jansma       |
| Irlandia Hugh McGann      |
| Holandia Louk Verhees Jr. |
| Niemcy Daniela von Arnim  |

| Stany Zjednoczone Donna Compton (NPC) |
| Stany Zjednoczone David Berkowitz     |
| Stany Zjednoczone Larry Cohen         |
| Stany Zjednoczone Fred Gitelman       |
| Stany Zjednoczone Bob Hamman          |
| Stany Zjednoczone Geoff Hampson       |
| Stany Zjednoczone Bobby Levin         |
| Stany Zjednoczone Jill Levin          |
| Stany Zjednoczone Zia Mahmood         |
| Stany Zjednoczone Jill Meyers         |
| Stany Zjednoczone Paul Soloway        |
| Stany Zjednoczone Steve Weinstein     |
| Stany Zjednoczone Roy Welland         |